# Turcs occidentals

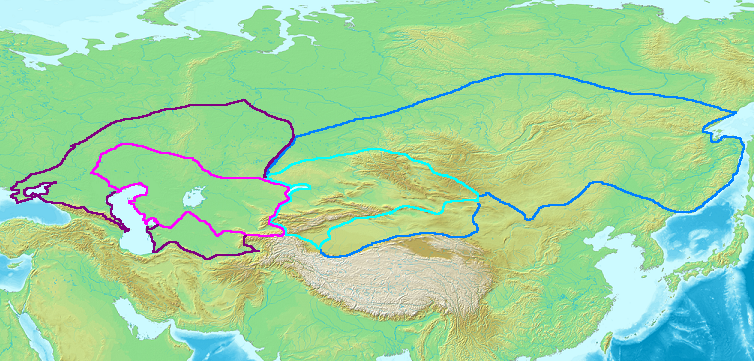
En lila, el kanat Turc Occidental i en blau, el Kanat Turc Oriental

El kanat dels turcs occidentals fou un estat turc de l'Àsia central que es va formar el 552.

## Antecedents
Els t'ou-kiue eren una horda turcomongola vassalla dels juanjuan. La paraula T'ou-kiue era l'equivalent xinès del turc Turküt o simplement Turc (türk) que vol dir "fort". Estaven governats per T'ou-men (en xinès) més conegut per la seva transcripció de Bumin. Quan aquest va demanar la mà d'una princesa juanjuan li fou negada es va aliar al Si Wei del nord-oest de la Xina que li van concedir la mà d'una princesa imperial xinesa (551) i va fer la guerra als juanjuan. Va conquerir Mongòlia en pocs mesos i es va fer amo d'una territori entre l'oest de Manxúria i el nord de Sogdiana. Va establir la seva capital a l'alt Orkhon prop de la que després fou Karakorum.
Bumin va morir el 552 i els seus dominis es van repartir entre els dos fills: Muhan (553-572) kan dels turcs que va dominar sobre les hordes orientals, i Istami, yabghu (príncep) supeditat a l'anterior, que va governar sobre les hordes occidentals 

## Formació del kanat
Istami fou el primer yabghu dels turcs occidentals, supeditat al seu germà Muhan, kan de tots els turcs i de les hordes orientals. Tenia seu a l'alt Yilduz prop de Qarashahr i de Kuldjha (la residència d'hivern era al Issik-kul, a la vall de Talas). El límit amb els orientals era al Gran Altai i les muntanyes a l'est de Ha-mi.
Vers el 560 es va aliar a Còsroes I el just (Còsroes Anushirwan 531-579) i junts van atacar als heftalites. Aquestos debilitats sembla que van abandonar l'Àsia central i els turcs van ocupar Sogdiana i els perses Bactriana. Després va canviar la seva aliança i es va unir als romans d'Orient i va inicar una llarga guerra contra Pèrsia (572).

## Guerres amb l'Imperi Romà d'Orient i Pèrsia
Va morir el 575 i el va succeir al seu fill Tardu (575-603) que en xinès és conegut com a Ta-t'eou. Tardu estava molest per un tractat que els romans d'Orient havien fet amb els àvars, que podrien ser els heftalites refugiats a la Rússia del sud. Els turcs, aliats a l'horda dels huns Uturgur (una de les hordes en què s'havien dividit els huns occidentals) dirigida per Anagai, van atacar els establiments grecs de Crimea i van assetjar Bosporos o Panticapea (576) i més tard Quersonès (581). Els atacs turcs als establiments grecs e Crimea van durar fins al 590.
Però el conflicte amb l'Imperi Romà d'Orient no va impedir als turcs fer la guerra als perses i el 588 o 589 van envair la Bactriana sota control persa i van arribar a Herat. Vararanes VI (590-591) els va rebutjar, però aprofitant la guerra civil entre Vararanes VI i Còsroes II el 591, van tornar a la zona. Vararanes va fer aliança amb els turcs i els va cedir Bactriana a canvi d'ajut contra el seu rival; així Bactriana va passar als turcs i el 597 o 598 ja no hi ha dubte que dominaven Balkh i Kunduz. A finals del segle dominaven des de l'oasi de Ha-mi fins a la mar d'Aral, i des de Pèrsia (amb frontera al sud de l'Oxus, incloent Merv, Bactriana i Tokharistan, fins al nord de l'Hindu Kush
Tardu va trencar relacions amb el kan dels turcs orientals vers el 582 i va agafar ell mateix el títol de gran kan (kagan) encoratjat per Xina. Va atacar als turcs orientals vers el 585, però fou rebutjat quan els xinesos van canviar la seva aliança. Quan va morir el kan dels turcs orientals Tu-lan (600), Tardu va voler refer la unitat turca i el 601 va atacar Chang'an, la capital xinesa. Però el 603 la tribu dels tolös o töläch (després uigurs) que vivien a la Dzungària, es van revoltar instigats per Xina. Minat per la revolta i els enemics a la seva pròpia cort, Tardu va haver de fugir al Koku Nor (603) on va desaparèixer

## Darrers anys del kanat
El kanat occidental es va dividir: El net de Tardu, Che-kuei, poc després va dominar la part occidental amb Taixkent; i un anti-kan, Tchu-lo es va fer amo de la regió oriental amb centre a l'Ili. El xinesos van donar suport al primer i el segon es va retirar el 611. Che-kuei fou fidel a la Xina fins al final. Vers el 615 se li van sotmetre els sir tarduch del Kobdo i l'Altai. El 618 el va succeir el seu germà T'ong Che-hu (Tun Yabghu Khan) i vers el principi del regnat se li van sotmetre els tolös (uigurs) als que havia derrotat, i va completar la submissió de Bactriana imposant la seva hegemonia a una part de la conca del Tarim. Vers la fi d'aquest regnat va estar a la cort de T'ong el pelegrí xinès Xuan Zang que el va trobar a la zona Tokmak. El rei de Turfan era el seu vassall, i el seu propi fill Tardu Khan havia estat nomenat legin de Tokharistan amb residència a Kunduz. També fou en aquest regnat que va acollir al missioner indi Prabhakaramitra que després va anar a la Xina.

## Desaparició del kanat unificat
El 630 la tribu dels karluk que es movien entre la punta oriental del llac Baikal i el Tarbagatai es va revoltar i el kan fou assassinat. El kanat es va fraccionar vers el 665 en dos grups coneguts per les seves transcripcions xineses: els Nu-che-pi a l'oest i sud-oest del Issik-kul i els Tu-lu al nord-est d'aquest llac, i es van revoltar contra els kans nomenat per Xina i es van independitzar.
Yukukshad Irbis dels Tu-lu va intentar reunificar el kanat i va atacar les colònies militar xineses a la zona d'Ha-mi, però fou derrotat pel general xinès Kuo Hiao-k'o prop de les muntanyes Bogdo Ula entre Kucheng i l'actual Ürümchi (642). Com que l'emperador xinès va sostenir a les hordes del Nu-che-pi va haver de lluitar contra aquestes i finalment va haver de fugir el 651. Poc anys després els xinesos van ocupar el kanat i van establir kans vassalls durant uns 50 anys.

## Extinció del kanat
Vers el 700 els xinesos foren expulsats, però ja el kanat disposava de poc poder. Su-lu que seria Mogilian Bilghe Khan (716-734), que va restaurar una mica el decadent kanat, i que el 724 va infligir una seriosa derrota al general Said ibn Amr al-Harashi (que havia envaït Fergana) en l'anomeda "Diada de la Set" a la vall del Sir Darya. El 734 els Turcs Occidentals foren derrotats pel xinesos i Su-lu mort per un cap rival. El 745 la dinastia fou enderrocada pels uigurs. El 748 els xinesos ocupaven la capital Suyab a la vall del riu Txu al nord-est de Fergana i el 749 el príncep local de Shash era executat per no haver respectat els deures de feudatari de l'imperi xinès.

## Kans dels turcs occidentals
- Istami (Silzibul) 554-576
- Tardu 576-603
- Nili khan (rebel 600-603) 600-604
- Basi Tegin 604
- Tchu-lo (Taman Nipo) (rebel 602-604) 604-611
- Che-kuei (part occidental 604-611) 611-618
- T'ong Che-hu (Tun Yabghu Khan) 618-630
- Bagadur Kiuliug Shibir Khan 630-631
- Teligegin Irbis Bolunsi Jabgu Khan 631-633
- Nishu (kan dels Tu-lu) 633-634
- Ishbara Tolis Shad Khilash Khan 634-639
- Yukukshad Irbis (kan dels Tu-lu) 638-653
- Il-Kiuliug Shad Irbis Khan 639-640
- Bagadur Irbis Ishbara Jabgu Khan 640-641
- Irbis Shegui Khan 642-651
- Hallig Ishbara Khan 646-657
- Jenchu Shibir Tardu Khan 653-654
- A la Xina 657-700 
  - Mishe (dels Tu-lu) 657-664
  - Buzhen (dels No-che-pi) 657-667
- Duzhi 671-679 (lluita contra Xina) 
  - Yuanking (dels Tu-lu) 677-693
  - Hushelo (dels No-che-pi) 677- ?
- Kibu-Chur (rebel) 682 
  - Suizi (dels Tu-lu) 693-694
- Kutlug Ilteres Khan 682-693
- Mochur Kapagan Khan 693-716 (expulsa els xinesos)
- Fugiuibogiu Kuchuk Khan 716
- Mogilian Bilghe Khan 716-734
- Iolligtegin Izhan Khan 734-739
- Bilghe Kutlugh Tengri Khan 739-741
- Siuan Khan 741
- Il-Itmysh Bilghe Khan 741-742
- Ozmish-Khan 742-743
- Baimei Khan 743-745
- Als uigurs 745